# H.O.R.S.E.

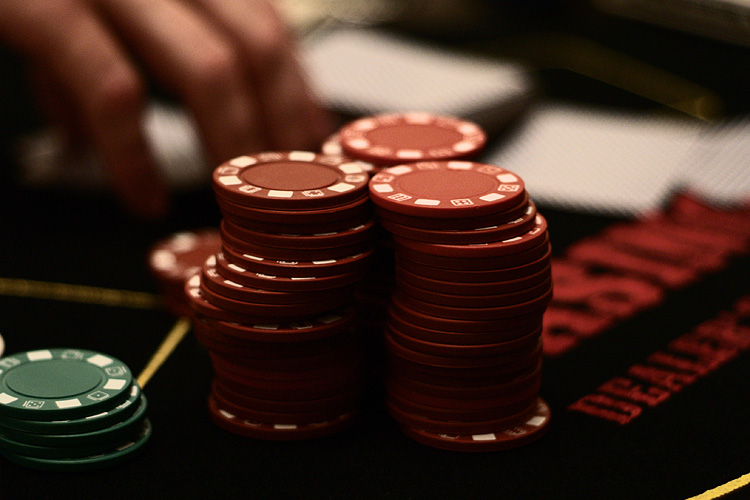

H.O.R.S.E. is een pokerspel dat bestaat uit een verzameling van vijf officieel erkende pokervarianten. De letters uit de naam staan voor de eerste letter van elk van die vijf varianten:
- Hold 'em

- Omaha Eight or better

- Razz

- Seven Card Stud en

- Eight or better Seven Card Stud
(Eight or better is een andere naam voor High/Low)
De moeilijkheid van H.O.R.S.E. ligt hem in het gegeven dat een deelnemer thuis moet zijn in alle vijf verschillende vormen van poker om een dergelijk toernooi tot een beter einde te kunnen brengen dan zijn opponenten.

## Spelverloop
- Deelnemers aan een H.O.R.S.E.-toernooi beginnen met het spelen van Hold 'em om vervolgens alle vijf de inbegrepen pokervarianten op volgorde te spelen. Deze verlopen telkens allemaal volgens de eigen regels van ieder spel. De spelvorm verandert telkens na een vaste hoeveelheid tijd in de volgende uit de H.O.R.S.E.-rij. Wanneer de speeltijd van het Eight or better Seven Card Stud-element verlopen is, gaat het toernooi weer verder met Hold 'em. Deze cirkel blijft zich herhalen tot er een winnaar is. Die kan op ieder moment direct bekend worden, met welke van de vijf spellen het toernooi op dat moment dan ook bezig is.

- Alle spelvormen in H.O.R.S.E. worden gespeeld in Limit-vorm, dus met minimale én maximale inzetten per inzetronde. Een All In (alles inzetten) is daarom niet mogelijk tenzij de maximuminzet groter is dan het aantal fiches die een speler op dat moment nog heeft. Hierop bestaan uitzonderingen: aan de finaletafel van de World Series of Poker wordt Hold 'em tijdens het H.O.R.S.E.-toernooi in de No Limit-vorm gespeeld (een speler mag dan op ieder moment al zijn chips inzetten).

## Varianten
Er bestaan verschillende officieel erkende varianten op H.O.R.S.E. die in principe hetzelfde inhouden, alleen met een onderdeel minder (zoals H.O.S.E.) en/of in een andere volgorde (zoals S.H.O.E.). Daarnaast verlopen spellen als 8-Game en 10-Game ook volgens eenzelfde procedure, alleen dan met meer spelvarianten (zoals ook 2-7 Draw en Badugi). Ook komen hierin sommige spelverianten meermaals voor, maar dan in zowel een Limit, een Pot Limit als/of een No Limit-versie

## World Series of Poker
Er werd in 2002 voor het eerst een H.O.R.S.E.-toernooi opgenomen in het programma van de World Series of Poker (WSOP), toen nog met een entreeprijs van $2.000,- en een hoofdprijs van $117.320,-. Het evenement werd in 2006 het duurste om aan deel te nemen van alle WSOP-toernooien, toen het $50.000,- ging kosten om deel te nemen (hoofdprijs $1.716,000,-). Het werd spelers toen ook mogelijk gemaakt om zich hiervoor te plaatsen middels kwalificatietoernooien met een entree van $2.250,- én er werden een aantal extra H.O.R.S.E.-toernooien in het WSOP-programma opgenomen met lagere inschijfgelden, zoals $2.500,- en $.5000,-.
In de loop der jaren werden de H.O.R.S.E.-titels op de WSOP gewonnen door enkele vooraanstaande namen in de pokerwereld, zoals Doyle Brunson, Chip Reese, Freddy Deeb, Scotty Nguyen en Phil Ivey.
Tijdens de World Series of Poker 2010 werd het duurste H.O.R.S.E.-evenement teruggebracht tot $10.000,- inschrijfgeld (er werd toen onder de naam The Poker Player's Championship een 8-Game als nieuw $50.000-toernooi geïntroduceerd).